# 佐伯毛人
佐伯 毛人（さえき の えみし）は、奈良時代の貴族。姓は宿禰。官位は従四位上・大宰大弐。 

## 経歴
天平15年（743年）従五位下・尾張守に叙任される。天平17年（745年）伊勢守と引き続き地方官を務める。
聖武朝末の天平21年（749年）4月に従五位上、同年7月の孝謙天皇即位に伴い正五位下に叙せられ、同年8月に皇后宮職が紫微中台に改められると紫微大忠に任ぜられる。さらに、天平宝字元年（757年）大炊王（のち淳仁天皇）が皇太子に冊立されるとその春宮大夫に任ぜられ、藤原仲麻呂が紫微内相に任ぜられると同時に従四位下に叙せられるなど、藤原仲麻呂が権力を掌握してゆく中で重用された。天平宝字2年（758年）正月に常陸守として地方官に転じるが、同年8月には従四位上に叙せられている。
天平宝字8年（764年）正月に大宰大弐に転じて九州に下向していたためか、同年9月に発生した藤原仲麻呂の乱での動静は伝わらない。しかし、結局翌天平神護元年（765年）正月に乱に連座して多褹嶋守に左遷されている。

## 官歴
『続日本紀』による。
- 天平15年（743年） 5月5日：従五位下。6月30日：尾張守
- 天平17年（745年） 2月24日：伊勢守
- 天平21年（749年） 4月1日：従五位上。7月2日：正五位下。8月10日：紫微大忠
- 天平勝宝3年（751年） 正月25日：正五位上
- 天平勝宝9歳（757年） 日付不詳：春宮大夫。5月20日：従四位下。7月9日：兼右京大夫
- 天平宝字2年（758年） 6月16日：常陸守。8月1日：従四位上
- 天平宝字8年（764年） 正月21日：大宰大弐
- 天平神護元年（765年） 正月26日：多褹嶋守